# Stadtmuseum Zella-Mehlis

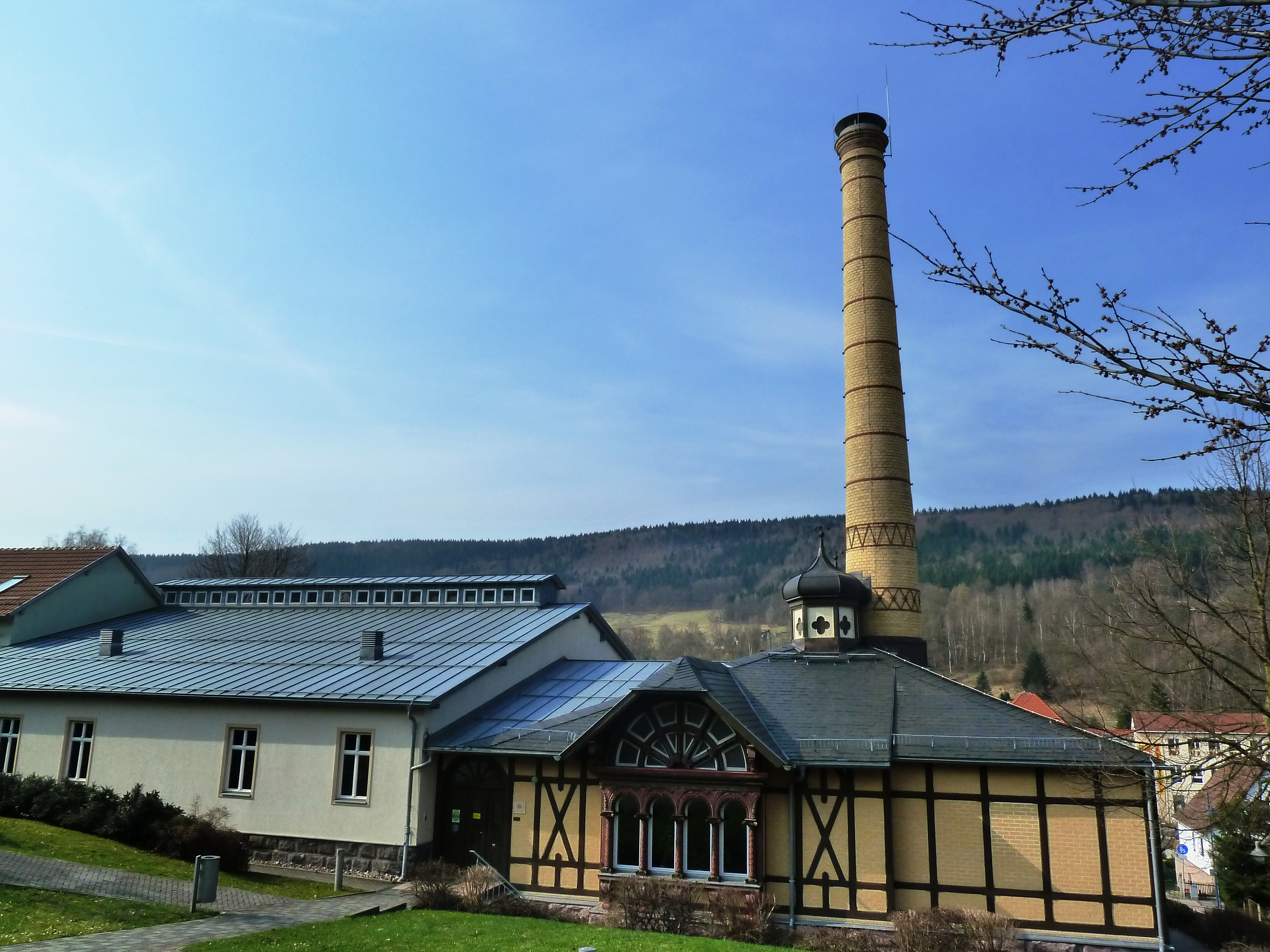
Stadtmuseum Zella-Mehlis

Das Stadtmuseum der Stadt Zella-Mehlis befindet sich in der Anspelstraße 25, im Gebäude der ehemaligen Beschussanstalt.

## Geschichte

### Das Waffenhandwerk in den Orten Zella und Mehlis
Das Waffenhandwerk der Stadt Zella-Mehlis besitzt eine über achthundertjährige Tradition, die sich bis in die Zeit der Grafen von Henneberg zurückverfolgen lässt.
Mit der Entwicklung der Feuerwaffen wurden Prüfmöglichkeiten erforderlich, um die Sicherheit der Schusswaffen zu belegen. Abseits der bewohnten Ortslage wurde am Regenberg ein Schießplatz festgelegt, in der dort befindlichen Schießhütte mussten alle „Büxen Rohr“ zur Prüfung vorgelegt werden. Die Zellaer und Mehliser Zünfte nutzten die Prüfung als Kontrolle der Einhaltung ihrer Produktionsmengen. Gleichzeitig wurde fremden und unzünftigen Waffenherstellern der Absatz erschwert.
Ab 1750 wurden die Schießstände zunehmend von den Schützengesellschaften in Anspruch genommen. Die Prüfung der Läufe und der Verschlüsse wurde von vereidigten Zunftmeistern vorgenommen. Jede geprüfte Waffe erhielt ein unverwechselbares Kennzeichen gegen Prüfgebühr.
Die Prüfvorschriften wurden mit der technischen Weiterentwicklung der Handfeuerwaffen ausführlicher, der Übergang zu einem mehrstufigen Prüfverfahren für vorgefertigte Läufe und die später daraus gefertigten Gewehre oder Pistolen wurde notwendig und erfasste in letzter Konsequenz (ab 1939) auch die verwendeten Patronen.

### Die Gründung der Beschussanstalt

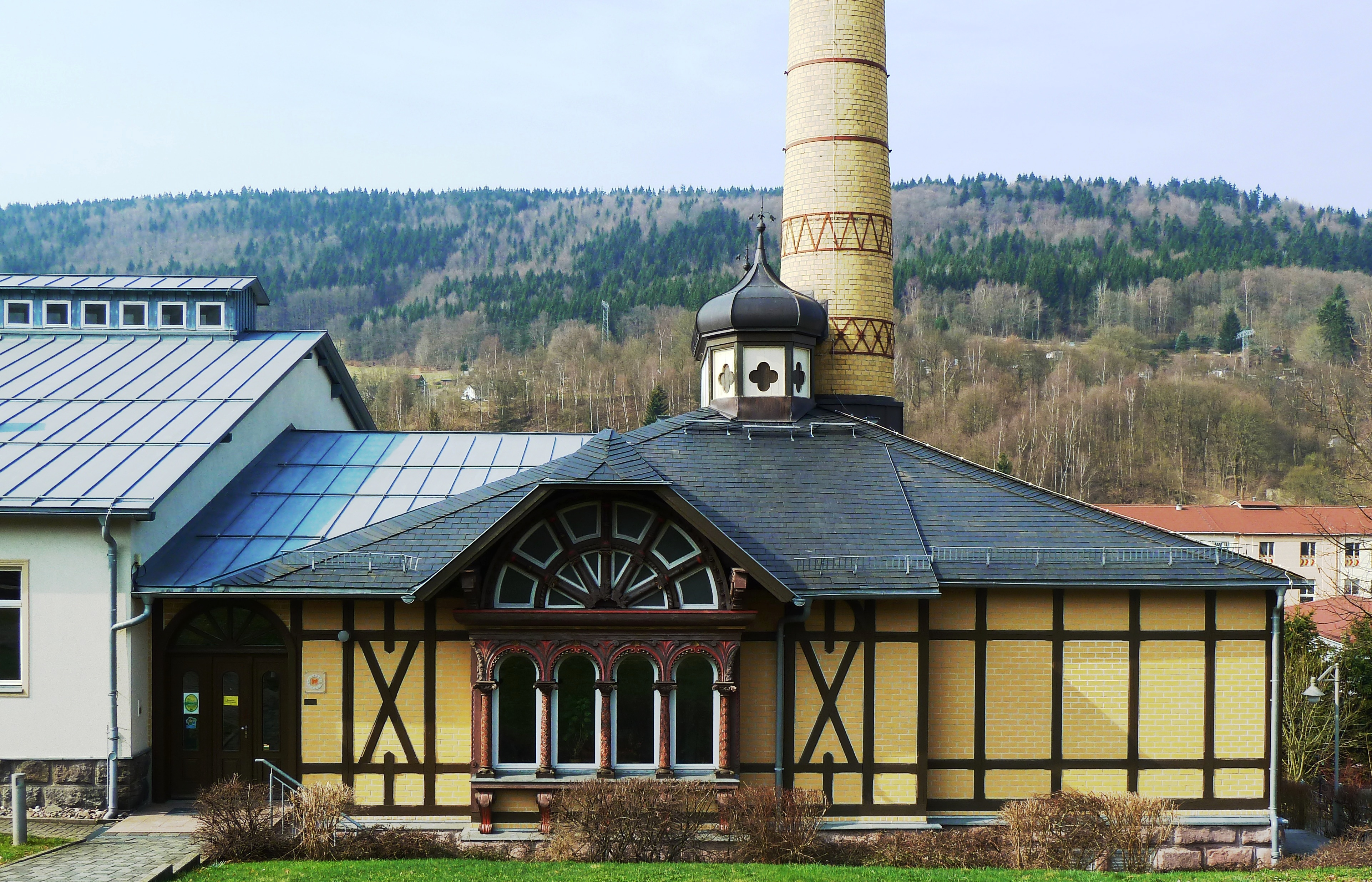
Teilansicht

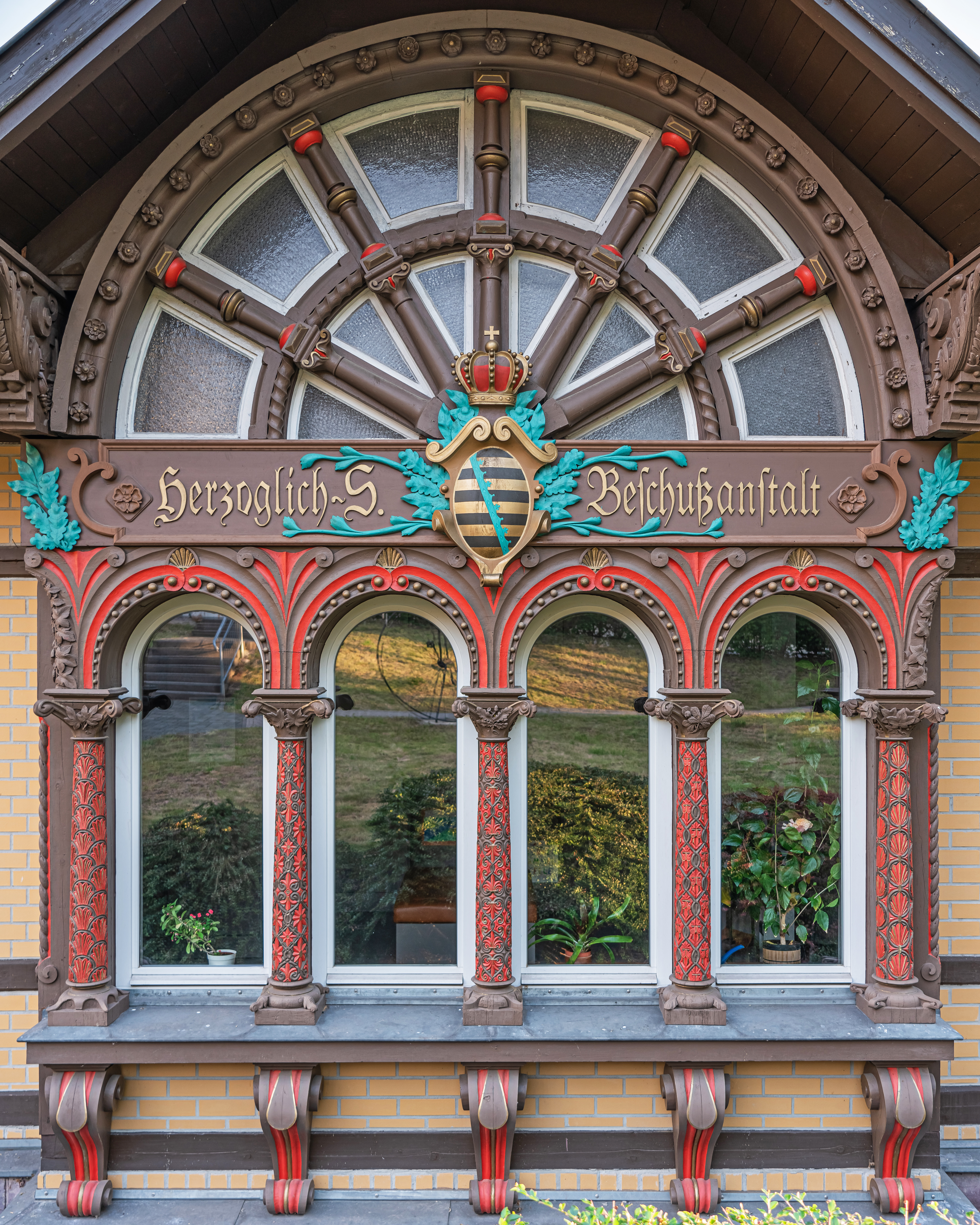
Detail der Fassade

Beschusskennzeichen des Beschussamtes Zella-Mehlis

Die (neue) Beschussanstalt wurde nach den Vorgaben des Reichsgesetzes Nr. 15 (Gesetz, betreffend die Prüfung der Läufe und Verschlüsse der Handfeuerwaffen. Vom 19. Mai 1891.), ergänzt durch weitere Bestimmungen im Auftrag des Staatsministeriums des Herzogtums Sachsen Coburg und Gotha in Zella-Mehlis errichtet.
Nach eingehender Unterlagenstudien durch die Prüfer des Landratsamtes Ohrdruf, Bauaufsichtsbehörde, wurde der Gemeinde Zella-Mehlis im Juni 1891 eine Genehmigungsurkunde zum Bau überreicht. Der ursprüngliche Baukörper verfügte über sechs Beschusszellen zur Prüfung der Waffen, einem Raum für die Übernahme- und Übergabeformalitäten, dem
Gutachterraum zur Bewertung der Waffen sowie mehreren Lade-, Lager- und Waschräumen für die Reinigung der Läufe. Der markante, fast 30 Meter hoch aufragende Schornstein diente zur Beheizung der Waschkessel und der Büroräume. Schon 1895 musste das Gebäude nochmals erweitert werden, um der ausufernden Verwaltung gerecht zu werden. Ein separater Kassenraum, sichere Aufbewahrungsräume der Waffen und Munition (angelehnt an Militärvorschriften für Waffenkammern) und sogar ein Abortraum wurden ergänzt.
Die technischen Prüfanlagen waren durch massive Schutzwände, umhüllende Metallrohre und Abzugsvorrichtungen bereits auf einem hohen technischen Sicherheitsstandard. Beim Schuss wurden mindest doppelt so hohe Treibladungen für das Projektil verwendet, als im Normalfall, somit sollten Schwachstellen im Lauf sichtbar werden. Mit drastischen Beispielen explodierter Gewehrläufe wurde Besuchern die Notwendigkeit der Waffenprüfung verdeutlicht.
Die Pulverdämpfe und der Bleiabrieb der verwendeten Munition führten unerwartet rasch zu gesundheitlichen Beschwerden bei einigen Mitarbeitern – besonders die Prüftechniker ließen eindeutige Symptome der Bleivergiftung erkennen. Die nochmalige amtsärztliche Überprüfung der Beschussräume ergab dort einen gravierenden Mangel: die in rascher Folge abgefeuerten Waffen erzeugten mit jedem Schuss giftige Pulverdämpfe, die sich bei bestimmten „drückenden“ Witterungslagen nur zögerlich beseitigen ließen. Erst durch entsprechende Entlüftungstechnik mit zusätzlichen Heizkörpern in den Kellerräumen und zusätzlichen Abzugsklappen mit Ventilatoren konnte die Gesundheitsgefahr gebannt werden. Die Problematik Bleipartikel wurde mittels spezieller Reinigungsvorschriften der Läufe gelöst.
Zahlreiche technische Abwandlungen und Verbesserungen wurden mit der Fortentwicklung der Waffentechnik notwendig.
Der herzoglichen Beschussanstalt oblag die Prüfung von „Haltbarkeit und zweckentsprechender Herstellung“ der in den Orten Zella St. Blasii und Mehlis hergestellten Handfeuerwaffen.
Durch die zunehmende Nachfrage durch das Militär und private Waffenhändler stieg die Waffenproduktion nach 1890 enorm an.
Schon am 15. August 1897 wurde als Meilenstein der Institutsgeschichte die Prüfung der einmillionsten Waffe gemeldet, am 13. April 1905 wurde die viermillionste Waffe geprüft.

### Die Umnutzung des Gebäudes ab 1942
Mit der 1942 am Böhmerberg bei Zella-Mehlis erbauten Beschussanstalt wurde auch die Suhler Waffenfertigung in Zella-Mehlis geprüft. Gleichzeitig wurde die bisherige Beschussanstalt umgenutzt. Die industrielle Zella-Mehliser Waffenfertigung wurde Mitte 1945 eingestellt.
Im Gebäude der Beschussanstalt wurde eine metallverarbeitende Fertigung etabliert. Als letzter Betrieb war der VEB Spannzeuge Zella-Mehlis bis zur Abwicklung des Betriebes Nutzer des Werksgeländes, das durch die Jahrzehnte wirkende Immission von Bleipartikeln und Öl stark kontaminiert war.

### Die Rettung des Gebäudes
Bereits vor der Einstellung der Produktion durch den VEB Spannzeuge erhielten Mitglieder einer Interessengemeinschaft zur Zella-Mehliser Heimatgeschichte und Denkmalpfleger die Möglichkeit einer Betriebsbesichtigung. Die Bedeutung und eine mögliche museale Nutzung des einmaligen Gebäudes wurde rechtzeitig erkannt.
Die Stadt Zella-Mehlis hatte das Gebäude 1997 erworben und durch umfangreiche Rekonstruktionsarbeiten zum Stadtmuseum umgebaut. Die Eröffnung erfolgte im Jahr 2004.

## Das Stadtmuseum in der Beschussanstalt
Das Museum beherbergt zahlreiche Ausstellungen u. a. der Stadt und Territorialgeschichte, der Geologie und Eisenmetallurgie, des Büchsenmacherhandwerks, dem Waffenbeschuss, der Zella-Mehliser Waffenfirmen, dem Automobilbau, der Mercedes Büromaschinen und vieles mehr.